# Ödebytjärnet
Ödebytjärnet är en sjö i Säffle kommun i Värmland och ingår i Göta älvs huvudavrinningsområde. Sjön har en area på 0,114 kvadratkilometer och ligger 121,2 meter över havet. Sjön avvattnas av vattendraget Lillälven (Börkusälven).

## Delavrinningsområde
Ödebytjärnet ingår i det delavrinningsområde (657193-131194) som SMHI kallar för Inloppet i Väster-Svan. Medelhöjden är 151 meter över havet och ytan är 5,54 kvadratkilometer. Räknas de 13 avrinningsområdena uppströms in blir den ackumulerade arean 141,99 kvadratkilometer. Lillälven (Börkusälven) som avvattnar avrinningsområdet har biflödesordning 3, vilket innebär att vattnet flödar genom totalt 3 vattendrag innan det når havet efter 258 kilometer. Avrinningsområdet består mestadels av skog (75 procent) och öppen mark (13 procent). Avrinningsområdet har 0,11 kvadratkilometer vattenytor vilket ger det en sjöprocent på 2 procent.